# Beatrix Haustein
Beatrix Haustein (* 18. Dezember 1974 in Karl-Marx-Stadt; † 22. März 2002 in Stuttgart) war eine deutsche Schriftstellerin.

## Leben
Beatrix Haustein wuchs  in Karl-Marx-Stadt auf. In ihrer Kindheit/Jugend litt sie unter langjährigem sexuellen Missbrauch und Misshandlungen. Haustein offenbarte ihre Inzesterfahrung nach der Wende und löste sich von ihren Eltern; 1991 erfolgten Anklage und Verurteilung des Vaters. Beatrix Haustein verarbeitete ihre Erfahrungen in literarischer Form, vor allem in Gedichten, zog sich allerdings nach dem Erscheinen ihres Aufsehen erregenden ersten Gedichtbandes aus der Öffentlichkeit zurück. Sie absolvierte ein Studium am Deutschen Literaturinstitut in Leipzig, das sie 1998 mit dem Diplom abschloss, und war seit 1999 als freie Schriftstellerin tätig. Sie verstarb im März 2002 in einem Stuttgarter Krankenhaus.
Beatrix Hausteins Werk umfasst Prosatexte, Gedichte und Stücke für das Theater. Ihr Gedichtband Schwanenlied und der Roman Milch blieben durch Hausteins frühen Tod unvollendet. Alle Urheberrechte befinden sich heute bei Andora Peggy Haustein.
Beatrix Haustein war Mitglied des Förderkreises Freie Literaturgesellschaft in Leipzig. Sie erhielt 1995 den Zwickauer Literaturpreis, 1998 und 2000 je ein Arbeitsstipendium des Sächsischen Ministeriums für Wissenschaft und Kunst, 1999 ein Stipendium des Künstlerdorfes Schöppingen, 2000 das Stadtschreiberamt der Tiroler Stadt Schwaz sowie 2001 ein Aufenthaltsstipendium der Stuttgarter Akademie Schloss Solitude.

## Werke
- Purpurrot. Inzest ist Mord an der Seele. Gedichte. Nachwort von Iris Galey. Zytglogge, Gümligen 1994, ISBN 3-7296-0476-7
- Engel in Öl. Selbstverlag (100 Exemplare)[1], Leipzig 1998
- Die telefonkabel sind fest um unser haus geschnürt. Achilla Presse, Hamburg u. a.[2] 2000
- (zusammen mit Britta Nagel und Charlotte Tamschick:) Über setzungs spiel. Eine Ausstellung der Akademie Schloss Solitude vom 21. Juni bis 8. Juli 2001. Akademie Schloss Solitude, Stuttgart 2002
- Milch. merz & solitude, Stuttgart 2004 (Reihe Literatur / Edition Solitude), ISBN 3-929085-93-3 (mit CD)

### Anthologien und Literaturzeitschriften (Auswahl)
- Ralph Grüneberger (Hrsg.) / Gesellschaft für zeitgenössische Lyrik: Poesiealbum neu, Ausgabe 1/2010